# زوران سیموویچ
زوران سیموویچ (انگلیسی: Zoran Simović؛ زادهٔ ۲ نوامبر ۱۹۵۴) بازیکن فوتبال اهل یوگسلاوی بود.
از باشگاه‌هایی که در آن بازی کرده‌است می‌توان به باشگاه فوتبال گالاتاسرای و باشگاه فوتبال هایدوک اسپلیت اشاره کرد.
وی همچنین در تیم ملی فوتبال یوگسلاوی بازی کرده‌است.